# Love Is an Awful Thing
Love Is an Awful Thing è un film muto del 1922 scritto e diretto da Victor Heerman.

## Trama

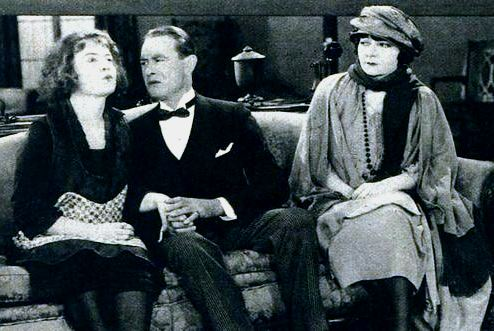
Marjorie Daw, Owen Moore, Kathryn Perry

Poco prima delle nozze, una vecchia fiamma di Anthony Churchill lo accusa di avere rotto una promessa di matrimonio, insistendo nella sua denuncia. Lui, per evitarla e dimostrarle che non c'è alcuna possibilità per lei, finge di essere già sposato e le dice che Helen, la sua fidanzata, è sua moglie. Ma quando Helen lo vede insieme all'altra, sapendo che avevano avuto una storia insieme, sospetta che i due abbiano ancora una relazione. Anthony riuscirà a convincere la ragazza e la cerimonia di nozze non subirà nessun impedimento.

## Produzione
Il film fu prodotto dalla Owen Moore Film Corporation con il titolo di lavorazione A Previous Engagement. Il 5 agosto 1922, Exhibitors Trade Review riportava che il titolo era cambiato in Love Is an Awful Thing e che il montaggio, "sotto la guida di Harold McCord" era quasi completato.

## Distribuzione
Distribuito dalla Selznick Distributing Corporation e presentato da Lewis J. Selznick, il film uscì nelle sale cinematografiche statunitensi il 30 agosto 1922. Il copyright del film, richiesto dalla Owen Moore Film Corp., fu registrato il 5 settembre 1922 con il numero LP18198.
In Finlandia, il film uscì il 23 settembre 1923. La Film Booking Offices (FBO) lo distribuì nel Regno Unito il 10 marzo 1924. In Danimarca, prese il titolo Den såkaldte kærlighed.
Non si conoscono copie ancora esistenti della pellicola che viene considerata presumibilmente perduta.